# 维亚讷
维亚讷（法語：Vianne，法語發音：[vjan]）是法国洛特-加龙省的一个市镇，属于内拉克区。

## 地理
维亚讷（44°11'49"N, 0°19'16"E）面积9.82 平方千米，位于法国新阿基坦大区洛特-加龍省，该省份为法国西南部内陆省份，北起多爾多涅省，西接吉倫特省和朗德省，南至热尔省，东临塔恩-加龙省和洛特省。
与维亚讷接壤的市镇（或旧市镇、城区）包括：加龙河畔图阿尔、巴伊斯河畔比泽、弗加罗勒、拉瓦达克、蒙加亚尔。

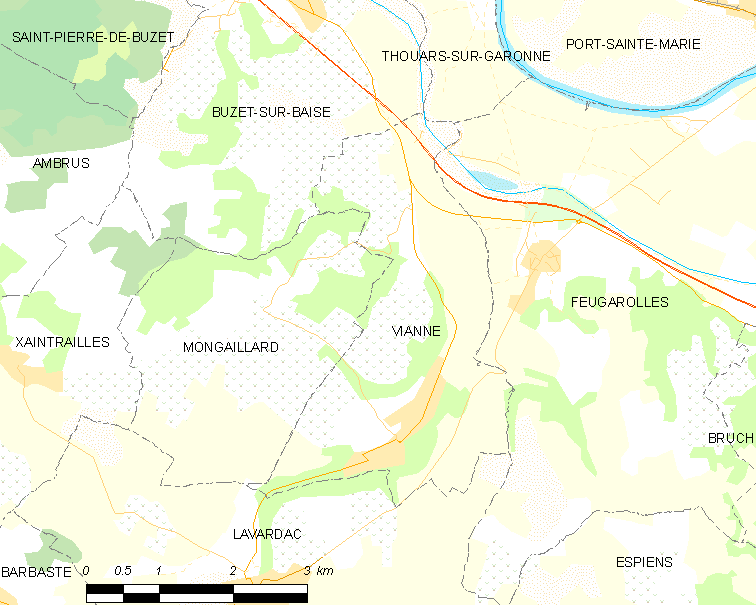
维亚讷的OSM定位图

维亚讷的时区为UTC+01:00、UTC+02:00（夏令时）。

## 行政
维亚讷的邮政编码为47230，INSEE市镇编码为47318。

## 政治
维亚讷所属的省级选区为拉瓦达克县。

## 人口

1962-2008年间维亚讷人口变化图示

维亚讷于2022年1月1日时的人口数量为980人。